# Antoni Wodzicki
Antoni Wodzicki, hrabia herbu Leliwa (ur. 2 września 1848 w Zakrzewie w powiecie jarocińskim, zm. 23 lutego 1918 w Krakowie) – ziemianin, polityk konserwatywny, poseł do Sejmu Krajowego Galicji i austriackiej Rady Państwa, członek Izby Panów. 

## Życie
Ukończył gimnazjum św. Anny w Krakowie (1867) oraz studiował prawo na Uniwersytecie Jagiellońskim (1867-1869). Służbę wojskową odbył w 1 c. k. galicyjskim Pułku Ułanów (Galizisches Ulanen-Regiment Ritter von Brudermann Nr. 1) - zakończył ją w stopniu ppor.

Ziemianin, od 1876 zarządca a od 1884 właściciel klucza Wielka Poręba w pow. limanowskim oraz dóbr Kościelec z Piłą pod Chrzanowem. Był także przez swoją matkę jednym z dwóch prawnych spadkobierców swego kuzyna, ostatniego z rodu Sułkowskich – ordynata Antoniego Stanisława. Rząd pruski nie uznał jednak zapisu i zlikwidował ordynację. 
Zaangażowany w życie publiczne i społeczne. W latach 1883–1890 delegat Galicyjskiego Towarzystwa Kredytowego Ziemskiego. Był także działaczem Towarzystwa Rolniczego w Krakowie, m.in. członek jego komitetu (1885–1893) i wiceprezes (1897–1902). Członek Rady Nadzorczej Towarzystwa Wzajemnych Ubezpieczeń w Krakowie (1892–1908). W 1908 był prezesem Związku Turystycznego. W latach 1911–1912 był honorowym prezesem Towarzystwa Prywatnego Gimnazjum Realnego w Chrzanowie. W latach 1902–1912 pełnił funkcję prezesa Towarzystwa Tatrzańskiego. 
Konserwatysta, polityk związany ze stańczykami następnie działacz Stronnictwa Prawicy Narodowej i członek Wydziału SPN w 1910. W latach 1891–1918 członek Rady miasta Krakowa, W roku 1893 kandydował na prezydenta miasta Krakowa, ale nie został wybrany. Był członkiem Rady Powiatowej w Chrzanowie (1882–1913), pełnił w niej funkcje zastępca prezesa (1885), i prezesa (1891–1913). Poseł do Sejmu Krajowego Galicji VI kadencji (10 października 1889 – 4 lutego 1892) wybrany 3 lipca 1889 w kurii IV (gmin wiejskich) z okręgu wyborczego nr 49 (Kraków), zrezygnował z mandatu w 1892 na jego miejsce obrano Franciszka Paszkowskiego). Powtórnie wybrany do Sejmu Krajowego VII kadencji (28 grudnia 1895 – 9 lipca 1901) w kurii IV w okręgu wyborczym nr 65 (Limanowa).
Poseł do austriackiej Rady Państwa VII kadencji (22 września 1885 – 23 stycznia 1891), VIII kadencji (9 kwietnia 1891 – 22 stycznia 1897) i X kadencji (31 stycznia 1901 – 30 stycznia 1907) wybierany z kurii I - wielkiej własności okręg wyborczy nr 1 Kraków-Chrzanów. W 1907 członek delegacji wspólnych. W parlamencie austriackim należał do grupy posłów konserwatywnych Koła Polskiego w Wiedniu. 
Od 27 sierpnia 1880 był c. k. szambelanem, od 1 sierpnia 1901 tajnym radcą. Mianowany przez cesarza Franciszka Józefa członkiem dożywotnim austriackiej Izby Panów (od 1 grudnia 1905 do 23 lutego 1918).

## Rodzina i życie prywatne
Syn Henryka Wodzickiego i Teresy Karoliny z Sułkowskich. 10 lipca 1877 ożenił się z Ludwiką z Żurowskich (1858–1907), z którą miał trójkę dzieci: syna Aleksandra (1878–1928), córki Marię Starzeńską (1879–1963) i Magdalenę (1890–1940). Pochowany na Cmentarzu Rakowickim w Krakowie.

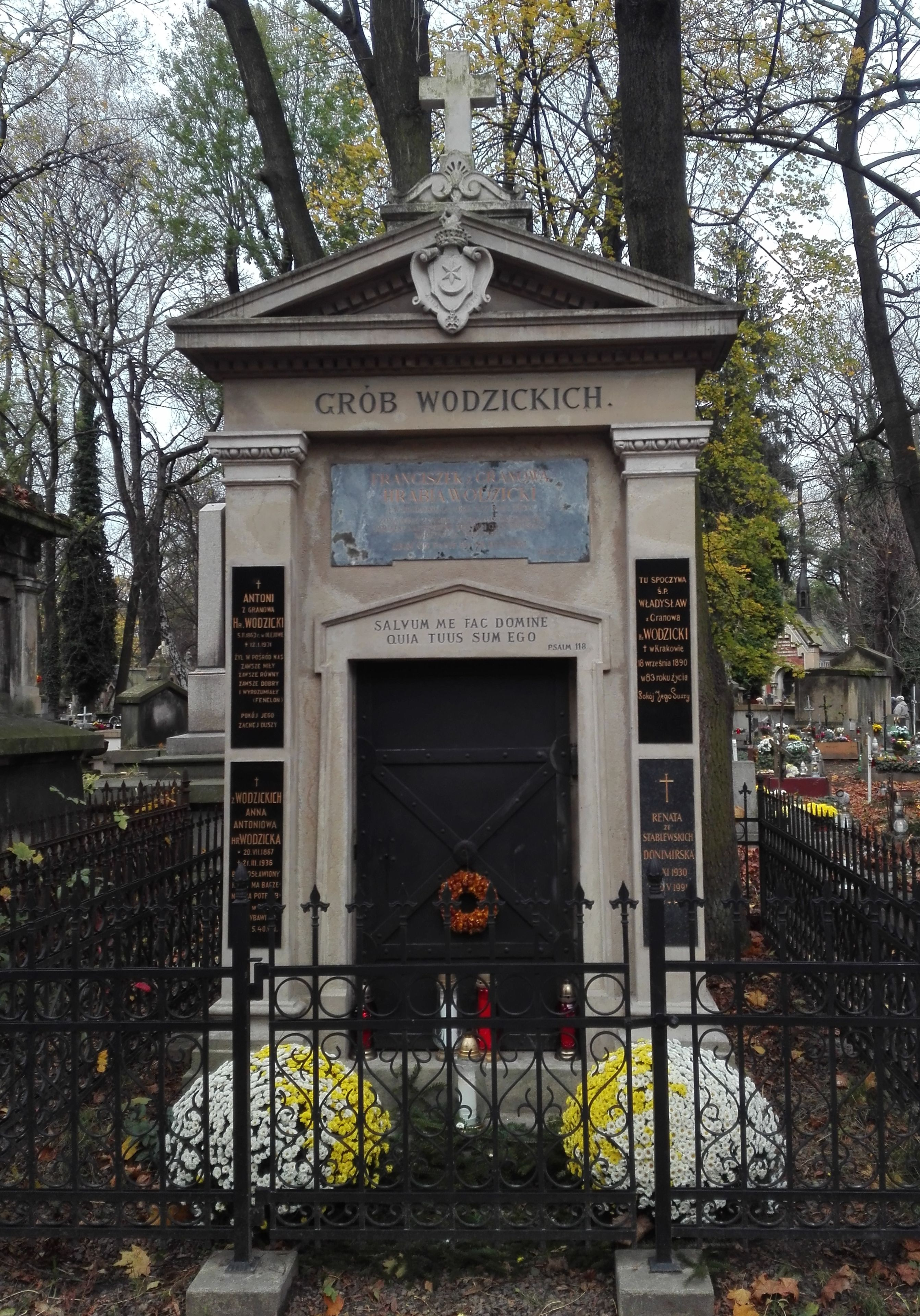
Grób Wodzickich na Cmentarzu Rakowickim

## Odznaczenia
30 listopada 1898 został odznaczony Krzyżem Komandorskim z Gwiazdą Orderu Franciszka Józefa, w 1910 Krzyżem Wielkim tego orderu. Od 1902 był honorowym obywatelem Chrzanowa.